# Alpolgármester
Az alpolgármester a polgármestert helyettesítő, illetve a polgármestert tisztsége ellátásában segítő személy. A státuszával kapcsolatos új szabályok Magyarországon 2010. október 4-én, azaz  a 2010. évi önkormányzati választást követő napon lépnek hatályba. Az új törvény hatálya az alpolgármestereken túl a főpolgármester-helyettes és a megyei közgyűlés alelnöke jogállására is kiterjed.

## A tisztség története Magyarországon

### A kezdetektől az 1950. évi tanácstörvényig
- A dualizmus korában a törvény a polgármesteri tisztség ellátásán túl az alpolgármester státuszát is szabályozta.
- Magyarországon a polgármesteri tisztséggel együtt az alpolgármesteri tisztséget is megszüntette a tanácstörvény.

### A rendszerváltástól 2010-ig
1990 óta az alpolgármestert, a főpolgármester-helyettest, a megyei közgyűlés alelnökét kizárólag a saját tagjai közül választhatta meg az önkormányzat testülete.

## A 2010. október 4-től hatályos szabályok
Az alpolgármesteri tisztség polgármesterhez kötődő, bizalmi jellegére hivatkozva a törvény mint indokolatlant, megszüntette ezt a megszorító szabályozást. A törvény rögzíti, hogy több alpolgármester megbízása esetén a képviselő-testület legalább egy alpolgármestert saját tagjai közül választ. Elhatárolja a képviselő-testület tagjai közül és a nem a képviselő-testület tagjai közül választott alpolgármester jogállására vonatkozó szabályokat, melyek során rendezést nyernek az alpolgármesteri tisztség megszűnésének egyes esetei. A nem a képviselő-testület tagjai közül választott alpolgármester jogállása vonatkozásában a szabályozás általános jelleggel rögzíti, hogy az ily módon választott alpolgármester nem tagja a képviselő-testületnek, a polgármestert elnöki minőségében nem helyettesítheti, azonban feladatainak megfelelő ellátása érdekében annak ülésein tanácskozási joggal részt vehet.
- A nem a képviselő-testület tagjai közül választott alpolgármester feladata a polgármester munkájának segítése, a képviselő-testület szakmai tevékenységének előmozdítása. Feladatait a polgármester irányításával látja el. Bizalmi tényezők is indokolják, hogy amennyiben a polgármester az alpolgármester feladatköreit teljes körűen elvonja vagy a polgármester tisztsége megszűnése esetén - az új polgármester megválasztásával -, a nem képviselőtestületi tag alpolgármester megbízatása megszűnjön. Garanciális szabály, az elvonás írásbeliséghez kötése.
- Amennyiben a polgármester az alpolgármester által ellátott feladatokat teljes körűen elvonja - az erre vonatkozó képviselő-testületi döntés hiányában -, az alpolgármesteri megbízás tényleges feladat ellátása nélkül marad fenn mindaddig, amíg az alpolgármester a polgármestertől feladatok ellátására nem kap megbízást. Ezen időtartam alatt indokolt az illetmény, tiszteletdíj módosítása, melynek objektív mértéke a képviselő-testületi tagok tiszteletdíjához igazodik, azzal azonos mértékű.